# F△7-VISUAL COLLECTION-
「F△7-VISUAL COLLECTION-」（エフ メジャー セブン ビジュアル コレクション）は、藤木直人の映像作品。2006年3月8日にポニーキャニオンより発売。

## 概要
デビュー曲「世界の果て〜the end of the world〜」から12thシングル「シュクメイ」まで、シングル12枚の表題曲計13曲（「So Long.../涙のいろ〜Media Mix〜」は両A面）のMVとライブ映像で構成したCDデビュー7周年に発売された映像集。4thアルバム『夏歌ウ者ハ冬泣ク』（ミニアルバム）のリード曲「サンクフル☆エブリナイ」のMVもプラスした全14曲。映像作品による初のベスト版である。これまでDVD未収録の「パズル」「So Long...」「Flower」のPV、「Wonderful Days」はMVオリジナルバージョンを収録。また、「世界の果て〜the end of the world〜」は本作のために編集された特別版が収録されている。2006年3月20日付オリコン週間DVD音楽チャート初登場5位。

## 収録曲
1. anon（MV）
2. コズミックライダー（ライブ）
3. パズル（MV）
4. Wonderful Days（MV）
5. 2 HEARTS（ライブ）
6. So Long...（MV）
7. 天使ノ虹（MV）
8. パーフェクトワールド（ライブ）
9. Flower（MV）
10. 虹〜waiting for the rainbow〜（ライブ）
11. 涙のいろ（ライブ）
12. サンクフル☆エブリナイ（MV）
13. シュクメイ（ライブ）
14. 世界の果て〜the end of the world〜（F△7 Special Edition）